# USS Oliver Hazard Perry (FFG-7)
USS Oliver Hazard Perry (FFG-7) — первый фрегат УРО типа «Оливер Хазард Перри». Корабль назван в честь американского военно-морского героя, одержавшего победу в сражении на озере Эри в 1813 г.
Корабль был заложен на верфи Bath Iron Works 12 июня 1975 г., спущен на воду 25 сентября 1976, введён в состав флота 17 декабря 1977. Выведен из состава флота 20 февраля 1997 на военно-морской базе Мэйпорт.